# هیولای شما
هیولای شما یک فیلم کمدی-ترسناک، عاشقانه آمریکایی محصول سال ۲۰۲۴ به نویسندگی و کارگردانی کارولین لیندی است که بر اساس فیلم کوتاه او در سال ۲۰۱۹ به همین نام ساخته شده است.  در این فیلم ملیسا باررا، تامی دیویی، ادموند دونووان، کایلا فاستر و مگان فاهی ایفای نقش می‌کنند.
هیولای تو در ۲۵ اکتبر ۲۰۲۴ در ایالات متحده آمریکا اکران شد

## خلاصه داستان
لورا فرانکو (باررا) یک هنرپیشه جوان است که با تشخیص سرطان و قطع رابطه ناراحت‌کننده‌ای مواجه می‌شود که هیولایی ترسناک و در عین حال عجیب و غریب را که در کمدش زندگی می‌کند، کشف می‌کند.

## بازیگران
- ملیسا باربرا در نقش لورا فرانکو
- تامی دیویی در نقش هیولا
- ادموند دونووان در نقش جیکوب
- کایلا فاستر در نقش مازی
- مگان فاهی در نقش جکی دنون